# Tokyo Gas Football Club 1995
Questa voce raccoglie le informazioni riguardanti il Tokyo Gas Football Club nelle competizioni ufficiali della stagione 1995.

## Stagione
L'arrivo sulla panchina dell'ex giocatore Kiyoshi Ōkuma coincise con un miglioramento delle prestazioni da parte del Tokyo Gas che lottò per le prime posizioni della classifica sino a concludere la stagione al terzo posto della Japan Football League. In Coppa dell'Imperatore la squadra non fu invece in grado di ripetere le prestazioni della stagione precedente, venendo eliminata dal Kashima Antlers al primo turno.

## Divise e sponsor
Le maglie, prodotte dall'Adidas e caratterizzate da tre strisce bianche e rosse ai lati, recano sulla parte anteriore il logo Tokyo Gas, di colore rosso bordato di bianco.
| Manica sinistra · Manica sinistra · Maglietta · Maglietta · Manica destra · Manica destra · Pantaloncini · Pantaloncini · Calzettoni |

## Rosa
| N. |                     | Ruolo | Calciatore        |
| -- | ------------------- | ----- | ----------------- |
| -  | Giappone (bandiera) | P     | Hiromitsu Horiike |
| -  | Giappone (bandiera) | P     | Asano Hirofumi    |
| -  | Giappone (bandiera) | P     | Norishige Sentani |
| -  | Giappone (bandiera) | P     | Mitsuro Ozawa     |
| -  | Giappone (bandiera) | D     | Yasuhiro Ichiki   |
| -  | Giappone (bandiera) | D     | Hidetoshi Nodake  |
| -  | Giappone (bandiera) | D     | Takeshi Kojima    |
| -  | Giappone (bandiera) | D     | Shinichi Tanaka   |
| -  | Giappone (bandiera) | D     | Kazuki Takahashi  |
| -  | Giappone (bandiera) | D     | Ryūji Fujiyama    |
| -  | Giappone (bandiera) | D     | Kei Suzuki        |
| -  | Giappone (bandiera) | D     | Shin Yamazaki     |
| -  | Giappone (bandiera) | D     | Katsumi Sasahara  |
| -  | Giappone (bandiera) | D     | Kudo Shuchu       |
| -  | Giappone (bandiera) | D     | Tetsuro Uki       |
| -  | Brasile (bandiera)  | D     | Carlos Alberto    |

| N. |                     | Ruolo | Calciatore        |
| -- | ------------------- | ----- | ----------------- |
| -  | Giappone (bandiera) | C     | Makoto Yamazaki   |
| -  | Giappone (bandiera) | C     | Naoki Daikane     |
| -  | Giappone (bandiera) | C     | Junichi Hattori   |
| -  | Giappone (bandiera) | C     | Shoichi Otani     |
| -  | Giappone (bandiera) | C     | Takayuki Tateishi |
| -  | Giappone (bandiera) | C     | Atsushi Yoshida   |
| -  | Giappone (bandiera) | C     | Kiyonobu Okajima  |
| -  | Giappone (bandiera) | C     | Hayato Okamoto    |
| -  | Giappone (bandiera) | C     | Takashi Okahara   |
| -  | Camerun (bandiera)  | C     | Edwin Ifeanyi     |
| -  | Giappone (bandiera) | C     | Toshiki Koike     |
| -  | Giappone (bandiera) | A     | Shunsuke Ishizu   |
| -  | Brasile (bandiera)  | A     | Amaral            |
| -  | Giappone (bandiera) | A     | Kōji Seki         |
| -  | Giappone (bandiera) | A     | Hiroaki Akamatsu  |
| -  | Giappone (bandiera) | A     | Yusuke Nikaido    |

## Statistiche

### Statistiche di squadra
| Competizione          | Punti | Totale | Totale | Totale | Totale | Totale | DR  |
| Competizione          | Punti | G      | V      | P      | Gf     | Gs     | DR  |
| --------------------- | ----- | ------ | ------ | ------ | ------ | ------ | --- |
| Japan Football League | -     | 30     | 20     | 10     | 66     | 31     | +35 |
| Coppa dell'Imperatore | -     | 1      | 0      | 1      | 0      | 1      | -1  |
| Totale                | -     | 31     | 20     | 11     | 66     | 32     | +34 |